# Steblów (Krapkowice)
Pour l’article homonyme, voir Steblów (Kędzierzyn-Koźle).
Steblów est une localité polonaise de la gmina et du powiat de Krapkowice en voïvodie d'Opole.

## Histoire
De 1743 à 1945, Stöblau fait partie de l'arrondissement de Neustadt-en-Haute-Silésie dans la district d'Oppeln au sein de la province de Silésie.